# Jordens historie
|  | Denne side resumerer afgørende begivenheder i Jordens historie. Verdenshistorien er beskrevet i artikler under Historieportalen. Detaljer om den biologiske historie findes under livets udvikling og om den geologiske udvikling af planeten under Jordens geologiske historie. |
Jordens historie omfatter de vigtigste begivenheder og de mest grundlæggende trin i den udvikling, som har fundet sted på planeten Jorden fra den blev dannet i forbindelse med Solsystemets dannelse og udvikling og til nutiden, således som de anses for være forløbet i henhold til de mest fremherskende videnskabelige teorier. Jordens alder er ca. 4,54 milliarder år dvs. nogenlunde en tredjedel af universets alder, og i dette uhyre tidsrum er der sket voldsomme geologiske og biologiske forandringer og omvæltninger. Næsten alle naturvidenskabelige discipliner har bidraget til klarlæggelse af historiens hovedtræk.
Jorden blev dannet ved sammentrækning af en urtåge, som også skabte Solen og Solsystemets andre himmellegemer. Den udviklede sig til en roterende skive, hvor Solen blev dannet i skivens midte, og planeterne voksede frem ved sammenstød af stof i omløb om centrum. Protojorden var dannet ti millioner år efter, at sammentrækningen begyndte. Sammenstødene og varmen ved sammentrækningen betød, at den var opsmeltet, og de tunge metaller sank ned og dannede kernen, mens lettere stoffer flød op og dannede de ydre dele. Omkring dette tidspunkt dannedes Månen, efter at en anden planet var stødt ind i protojorden. Den nye jord afkøledes til stadighed og dannede en fast skorpe, som udgjorde overfladen. Et kraftigt bombardement af is-meteoritter fra rummet tilførte Jorden en umådelig mængde vand, som senere dannede dens oceaner, og vulkansk aktivitet og vanddamp skabte en atmosfære, der dog var uden ilt (oxygen). Kontinenterne, som flyder på den smeltede kappe, samledes og skiltes igen flere gange i løbet af årmilliarderne.
Kemiske reaktioner dannede organiske molekyler, som reagerede med hinanden til stadig mere sammensatte former, og der opstod et molekyle, som kunne danne kopier af sig selv. Derved begyndte evolutionen, som førte til, at livet opstod, først ved fremkomsten af simple encellede organismer. Senere fremkom de flercellede organismer, og en afgørende milepæl var det, da evnen til fotosyntese udvikledes og førte til dannelse af Jordens nuværende, iltrige atmosfære. Livsformerne forgrenede sig i mange arter, blev stadig mere avancerede, erobrede landjorden og udfyldte efterhånden alle de økologiske nicher. Istider og store nedslag af meteoritter har flere gange betydet masseuddøen af livsformer, men de tilbageværende har udviklet sig i nye retninger og fyldt Jorden med liv.
For ca. seks millioner år siden udskiltes de linjer, som førte til udviklingen af det moderne menneske, idet oprejst gang, større hjerne og evnen til at tale var nogle af de vigtige faktorer i forløbet. Mennesket tæmmede ilden, etablerede landbrug og forædlede dyr og planter. Levevilkårene blev forbedret, og der dannedes samfund og opstod civilisationer med religiøse og kulturelle kendetegn. Gennem udviklingen af videnskab, skrift, styreformer, transportmidler og kommunikation er mennesket blevet Jordens dominerende art og øver afgørende indflydelse på Jorden og alt andet liv. Den menneskelige aktivitets omfang og en stadigt voksende befolkning påvirker nu Jorden og livsbetingelserne, hvorfor menneskeheden tvinges til et anlægge et globalt syn på områder som miljøpåvirkning, naturbeskyttelse, ressourceudnyttelse og klimaændringer.

## Solsystemets og Jordens dannelse

### Solsystemets dannelse
Solsystemet og Jorden dannedes oprindeligt fra en stor roterende sky af kosmisk støv og gasarter, urtågen. Skyen bestod af brint og helium, som var produceret ved Big Bang, samt tungere grundstoffer, som supernovaer havde dannet og sendt ud i rummet. For omkring 4,6 milliarder år siden begyndte urtågen at trække sig sammen, muligvis som følge af en trykbølge fra en nærliggende stjerne, der eksploderede som en supernova. Trykbølgen tilførte urtågen et drejningsmoment, og efterhånden som dens rotation accelererede, fik kombinationen af tyngdekraft og inerti den til at flade ud til en protoplanetarisk skive, vinkelret på rotationsaksen. Hovedparten af massen koncentreredes i skivens midte og begyndte at varmes op, mens små perturbationer som følge af sammenstød og virkningen af vinkelmomentet medførte, at der forskellige steder i skiven dannedes begyndende protoplaneter med diametre på op til flere kilometer.
Det indfaldne materiale, den forøgede rotationshastighed og trykket fra gravitationssammentrækningen skabte efterhånden en enorm kinetisk varme i centrum, og da der ikke var nogen anden proces, som kunne føre tilstrækkelig energi væk, steg temperaturen. Til sidst blev den høj nok til, at kernefusion af brint til helium kunne begynde, og denne T Tauri-stjerne antændtes og dannede Solen. I mellemtiden fik gravitationen stof til at samle sig omkring de perturberede masser uden for den afstand, hvor massetiltrækningen fra Solen fik stoffet til at falde ind i den, og disse samlinger begyndte sammen med støvpartikler etc. at samles i ringe i den protoplanetariske skive. Fragmenter med stadig større masser stødte sammen og blev til endnu større stykker, der til sidst blev til protoplaneter. En af disse var den planet, som dannedes i en afstand af omkring 150 millioner kilometer fra centret, nemlig Jorden. Den var stort set dannet i løbet af 10–20 millioner år,  og det skete for 4,54 milliarder år siden (med en usikkerhed på 1 %). Solvinden fra den nydannede T Tauri-stjerne fjernede det meste af det materiale i skiven, som ikke allerede var indfanget og indgået i større legemer. Forløbet er modelleret ved computersimulationer, som har vist, at der på denne måde fra en protoplanetarisk skive kan dannes planeter med de afstande fra Solen, som jordplaneterne har.

### Hadal og Arkæikum
Den første æon i Jordens geologiske historie kaldes Arkæikum og varede til for 2,5 milliarder år siden. De ældste klipper, som er fundet på Jorden, er omkring 4,03 milliarder år gamle. Zirkoner fra Acasta-gnejskomplekset er dateret til at være 4,03 milliarder år. Tidsrummet fra Jordens dannelse og til de ældste klippers aldre anses uofficielt for at være en selvstændig æon, Hadal. Eftersom der ikke er bevaret materiale fra den tid, er der kun lidt kendt om den. Jordens overflade må have været under et intenst bombardement af meteoritter, og den omfattende varmetransport og geotermale gradient må have medført en voldsom vulkansk aktivitet. Der findes af og til solitære zirkonkrystaller med højere aldre end 4,0 milliarder år, og de viser tegn på at have været i kontakt med flydende vand for omkring 4,4 milliarder år siden, hvilket tages som bevis på, at planeten allerede dengang havde oceaner. Fra kratertællinger på andre himmellegemer vides det, at det intense meteorbombardement, som kaldes Det Store Bombardement (engelsk: Late Heavy Bombardment, LHB), sluttede for omkring 3,8 milliarder år siden. Ved begyndelsen af Arkæikum var Jorden afkølet betydeligt, men de fleste af de nutidige livsformer ville ikke have kunnet leve der på grund af atmosfærens sammensætning, da den hverken indeholdt ilt eller havde et beskyttende ozonlag.

### Jordens kerne og første atmosfære
Protojorden voksede sig større ved at "feje materiale op" (accretion), og dens indre blev til sidst varm nok til at smelte de tunge, siderofile metaller. På grund af deres større massefylder sank de (flydende) metaller mod Jordens massecentrum, mens de lettere lithofile steg op mod eller blev på overfladen. Denne planetare differentiation medførte en opdeling af Jorden i en primitiv kappe og en (metallisk) kerne og skete kun 10 millioner år efter, at Jorden begyndte at dannes. Derved fik Jorden sin lagdelte struktur og desuden skabtes Jordens magnetfelt.
Mens der foregik accretion af materiale til protoplaneten, må Jorden have været omgivet af en sky af luftformige silikater, som senere kondenseredes som faste klipper på overfladen. Tilbage var da en tidlig atmosfære af lette gasarter, fortrinsvis brint, helium og ædelgasser, men den forsvandt ved at blive blæst væk af solvinden og ved påvirkning fra Jordens egen varme.
Dette ændrede sig, da Jorden nåede omkring 40 % af sin nuværende radius, hvor dens tyngdekraft blev stærk nok til at holde på en atmosfære, som indeholdt vand.

### Gigantsammenstødet
Et særligt træk ved Jorden er dens store måne, Månen. Under Apollo-programmet blev der hentet klipper fra Månens overflade tilbage til Jorden, og radiometriske dateringer af disse giver Månen en alder på 4,527 ± 10 millioner år, hvilket er omkring 30 til 55 millioner år yngre end Solsystemets andre kloder. Et specielt træk er Månens forholdsvis lave massefylde, som må betyde, at den ikke har nogen stor, metalholdig kerne som de andre jordlignende kloder i Solsystemet. I virkeligheden er Månens stofsammensætning meget tæt på at være den samme som sammensætningen af Jordens kappe og skorpe, men uden Jordens kerne. Det har ført til fremsættelse af hypotesen om et gigantsammenstød, Theiahypotesen, ifølge hvilken Månen er dannet efter et enormt sammenstød mellem protojorden og en anden protoplanet. Månen er da opstået ved accretion af det materiale, som slyngedes ud i rummet ved de to kloders sammenstød.
Protoplaneten, som ramte Jorden, har fået navnet Theia og er beregnet til at have haft lidt mindre masse end planeten Mars. Theia kan være dannet ved accretion af stof i en afstand på 150 millioner kilometer fra både Jorden og Solen i deres fjerde eller femte Lagrange-punkt. Dens kredsløb kan først have været stabilt, men brød sammen, da Jordens masse voksede ved accretion af mere og mere materiale. Theia svingede derefter frem og tilbage i forhold til Jorden, indtil den til sidst stødte sammen med den for anslået 4,533 milliarder år siden.
Modeller viser, at når en klode af denne størrelse ramte protojorden i en lille vinkel, blev en meget stor mængde materiale fra de to kloders kapper og skorper kastet ud i rummet og meget af det forblev i kredsløb om Jorden. Dette materiale samlede sig til kloden Månen i løbet af nogle uger og fik derefter kugleform under påvirkning af sin egen tyngde. Theias metalliske kerne sank derimod gennem Jordens kappe og indgik i Jordens kerne, hvorved Månen blev fattig på metaller. Theiahypotesen forklarer derfor Månens helt usædvanlige stofsammensætning.
Den radiometriske datering viser, at Jorden allerede havde eksisteret i mindst 10 millioner år før sammenstødet, hvorfor der var tid nok til, at den var blevet opdelt i en primitiv kappe og skorpe. Derfor udkastede sammenstødet ikke materiale fra Jordens kerne af tunge, siderofile grundstoffer.
Sammenstødet havde nogle vigtige konsekvenser for den unge jord. Det udløste en gigantisk mængde energi, som må have opsmeltet Jorden og Månen fuldstændigt. Umiddelbart efter, at det var sket, har der været kraftig konvektion i Jordens kappe, og planetens overflade var et stort magmaocean. Desuden må hele planetens første atmosfære være blevet blæst væk. Sammenstødet menes desuden at have givet Jorden sin store aksehældning på 23,5°, som er årsagen til, at planeten har årstider. (En enkel, idealiseret model for planeternes opståen giver aksehældninger på 0° uden årstider af betydning). Det kan ligeledes have forøget Jordens rotationshastighed.

### Oceaner og atmosfære dannes
Da Jorden var uden atmosfære efter gigantsammenstødet, afkøledes den hurtigt, så en fast skorpe blev dannet i løbet af 150 millioner år; og ny forskning antyder endda, at det skete på kun 100 millioner år ud fra det niveau af hafnium, som er fundet i de geologiske lag i Jack Hills i Western Australia. Den felsiske jordskorpe, som findes nu, eksisterede endnu ikke. I Jordens indre foregik der stadig en opdeling af stofferne, om end en del af kappen var delvis størknet igen. I den første del af Arkæikum-æonen (for omkring 3 milliarder år siden) var kappen dog meget varmere end nu, muligvis omkring 1.600 °C, så den andel af den, som var delvis opsmeltet, var langt større end i nutiden.
Der blev frigivet vanddamp fra skorpen samtidig med, at vulkaner udspyede andre gasarter, hvilket tilsammen dannede Jordens anden atmosfære. Yderligere vand blev tilført Jorden af asteroider fra det ydre asteroidebælte, hvis baner sandsynligvis blev forstyrret af påvirkningen fra Jupiters tyngdekraft. Den meget store mængde vand på Jorden kan ikke være fremkommet ved vulkansk aktivitet og gasudslip alene. Det antages derfor, at vandet kom fra byger af nedslag, også kaldet Det Store Bombardement, af kometer, som indeholdt is. De fleste kometer har i dag baner, som ligger længere væk fra Solen end Neptun, men computersimulationer viser, at de oprindeligt var langt almindeligere i solsystemets inderste del. Det er imidlertid også muligt, at det meste vand kom fra nedslag af små protoplaneter af samme type som de nuværende små ismåner omkring de ydre planeter. Sådanne nedslag kan have tilført alle jordplaneterne (Merkur, Venus, Jorden og Mars) vand, kuldioxid, metan, ammoniak, kvælstof og andre flygtige stoffer. Stammer alt vand i oceanerne kun fra kometer, må Jorden være ramt af en million af dem, hvilket ifølge computersimulationer ikke er et urimeligt antal efter forholdene.
Efterhånden som planeten afkøledes, dannedes der skyer, og regnvandet fyldte oceanerne i løbet af 750 millioner år (for 3,8 milliarder år siden, men muligvis endda tidligere). Nyere resultater tyder på, at oceanerne på Jorden allerede var begyndt at dannes så tidligt som for 4,2 milliarder år siden..  Ved begyndelsen af Arkæikum var Jorden således allerede dækket af oceaner, og dens nye atmosfære indeholdt sandsynligvis ammoniak, metan, vanddamp, kuldioxid og kvælstof samt mindre mængder andre luftarter. Fri ilt blev derimod bundet af brint eller af overfladens mineraler. Den vulkanske aktivitet var intens, og uden et ozonlag var jordoverfladen badet i ultraviolet stråling.

### De første kontinenter
Kappekonvektion, som er den proces, der er ansvarlig for nutidens pladetektonik, fremkommer ved varmeudstrømning fra Jordens kerne til dens overflade. Den medfører dannelse af stive tektoniske plader ved de midtoceaniske højderygge, der tilintetgøres igen ved subduktion, som i destruktive pladegrænser føres tilbage i kappen. Jordens varmere indre i æonerne Hadal og Arkæikum må have medført en hurtigere konvektion, og også at processer svarende til nutidens pladetektonik må være forløbet hurtigere. Geologerne mener derfor, at der dengang fandtes langt flere pladegrænser, og at de tektoniske plader følgelig var mindre.
Jordens oprindelige skorpe, som blev dannet, da overfladen størknede første gang, forsvandt helt på grund af virkningen af denne hurtige pladetektonik og af de mange nedslag under Late Heavy Bombardment, LHB. Det antages imidlertid, at den må have været af samme basaltiske sammensætning som nutidens oceanbundsplader, fordi differentiering af skorpens materiale endnu kun var sket i ringe omfang. De første større stykker af kontinentalplade, som fremkom efter differentiation af lettere grundstoffer under delvis opsmeltning af den nedre skorpe, dannedes ved begyndelsen af Arkæikum for omtrent fire milliarder år siden. Der er stadig noget tilbage af disse små kontinenter, såkaldte kratoner, og disse stykker af skorpen fra Arkæikum danner de kerner, omkring hvilke nutidens kontinenter voksede frem.
De ældste klipper på den nuværende jordoverflade findes i den nordamerikanske kraton i Canada. Det er tonalit med en alder på omkring 4 milliarder år, og de udviser tegn på metamorfose (rekrystallisation) ved høje temperaturer, men også sedimentære korn, som er blevet slebet runde under vandtransport, hvilket viser, at floder og have fandtes på dette tidspunkt.
Kratoner består hovedsagelig af to forskellige typer mikrokontinentalplader. Den første type består af klipper (kaldet "greenstone"), som er lettere metamorfe aflejringer. Disse "greenstones" ligner de aflejringer, som i dag findes i oceangrave ved de destruktive pladegrænser, hvorfor disse greenstone-plader anses for at være bevis på subduktion i løbet af Arkæikum. Den anden type er sammensætninger af felsiske, magmatiske bjergarter, der mest består af tonalit, trondhjemit og granodiorit, hvilket er bjergarter med en sammensætning som ligner granit (hvorfor sådanne områder kaldes TTG-plader). TTG-sammensætningerne anses for at være levn fra den første kontinentalskorpe og er dannet ved delvis opsmeltning i basalt. Skiftet mellem bælter af greenstone og TTG-plader tolkes som et tektonisk miljø, hvor små protokontinenter var adskilt af et omfattende net af subduktionszoner.

## Livets opståen
Detaljerne i livets opståen er ukendte, omend principperne er fastlagt i grove træk. Ifølge teorierne kan de nødvendige, organiske komponenter være kommet til Jorden med meteoritter, eller de kan være dannet ved kemiske reaktioner på Jorden. De mekanismer, som derpå fik livet til at opstå, menes at være de samme.
Begivenhedens tidsmæssige placering kan der kun gættes om – måske skete det for omkring 4 milliarder år siden.
I de energirige kemiske forhold på den unge jordklode fik et molekyle den egenskab at kunne fremstille kopier af sig selv, replikere sig. Dette molekyles natur er ukendt, eftersom dets funktion for længst er blevet erstattet af livsformernes nuværende replikationsmetode ved hjælp af DNA.
Kopieringen forløb imidlertid ikke altid nøjagtigt, så nogle kopier indeholdt "fejl". Hvis en sådan ændring ødelagde molekylets evne til replikation, ville der ikke dannes kopier af det, og den fejlbehæftede linje ville "uddø". På den anden side kunne en ændring i få og sjældne tilfælde bevirke, at et molekyle kunne kopiere sig selv hurtigere eller bedre. Disse molekyletyper ville blive talrigere og "have succes". Ligeledes kunne det ske, at der blev knaphed på råmateriale til kopieringen, hvorved typer, som kunne udnytte andet materiale eller måske hæmme andres typers kopiering og stjæle deres ressourcer, kunne blive de mest talrige.
Der er foreslået adskillige modeller for, hvordan en replikator kan være opstået, ligesom der er foreslået forskellige, mulige replikatorer, herunder organiske stoffer som moderne proteiner, nukleinsyrer, fosfolipider eller krystaller. Endda kvantesystemer har været foreslået.
Der er ikke fremkommet nogen metode til at afgøre, hvilken af disse modeller – eller om nogen af dem i det hele taget – der helt passer til udviklingen af liv på Jorden. Ifølge en af de ældre teorier, som er udarbejdet i nogen detaljeringsgrad, kunne den energi, som var til stede via vulkanisme, lyn og ultraviolet stråling, drive kemiske reaktioner, som frembragte mere komplekse molekyler fra simple forbindelser som metan og ammoniak.:38  Blandt de producerede molekyler var der mange af de forholdsvis simple organiske forbindelser, som er livets byggesten. Efterhånden som mængden af denne “organiske suppe” øgedes, reagerede forskellige molekyler med hinanden, hvorved endnu mere komplekse molekyler kunne dannes. Muligvis spillede ler en rolle ved at samle og koncentrere organisk materiale.:39  Tilstedeværelsen af visse molekyler kunne fremme en kemisk reaktion. Dette foregik over meget lang tid, hvor reaktionerne skete tilfældigt, til der ved et sammentræf dannedes et særligt molekyle, som havde evne til replikation, og som beskrevet ovenfor gav dette straks anledning til, at en evolutionsproces kunne begynde. På et senere tidspunkt overtog DNA replikationsfunktionen, så alt kendt liv (med undtagelse af nogle vira og prioner) nu bruger dette ved sin replikation.

## Celler
De moderne livsformers replikationsmateriale er beskyttet ved at være omgivet af en cellemembran. Dennes opståen er lettere at forstå end replikatorens, fordi de fosfolipide molekyler, som den er dannet af, ofte spontant vil danne et lipoidt dobbeltlag, når de befinder sig i vand. Under visse betingelser kan der dannes mange sådanne lag eller "bobler", hvilket har givet anledning til “bobleteorien” omkring livets udvikling.:40  Det vides ikke, om denne proces gik forud for eller efterfulgte replikatorens fremkomst (eller måske ligefrem var replikatoren). Den fremherskende teori er, at replikatoren, der måske var RNA på dette tidspunkt ifølge en hypotese om en RNA-verden, allerede var udviklet sammen med sin kopieringsprocedure og muligvis sammen med andre biomolekyler. De første protoceller kan simpelthen være gået i stykker, når de voksede, og deres indhold være spredt til andre “bobler.” Proteiner, som stabiliserede membranen, eller som senere bidrog til en bedre celledeling, vil have fremmet udbredelsen af sådanne cellelinjer.
RNA er en sandsynlig kandidat som tidlig replikator, eftersom det både kan gemme genetisk information og være katalysator for reaktioner. På et tidspunkt overtog DNA rollen som genetisk lager fra RNA, mens de proteiner, som kaldes enzymer, overtog rollen som katalysatorer, mens RNA fik den funktion at overføre information og regulere processen. Der er stigende tro på, at disse tidlige celler kan have udviklet sig i nærheden af de undersøiske vulkanske "skorstene", som kendes under navnet hydrotermiske væld:42  eller endda nær varme, dybtliggende klipper. Det menes imidlertid, at kun en af disse mange protoceller overlevede. De foreliggende data antyder, at denne sidste fælles forfader levede i den tidlige Arkæikum-æon for måske 3,5 milliarder år siden eller tidligere endnu og dermed var stamfader til alle celler og altså til alt liv på Jorden. Det var sandsynligvis en prokaryot med en cellemembran og måske ribosomer, men uden en cellekerne eller membran-tilknyttede organeller som mitokondrier eller grønkorn. Som alle moderne celler brugte den DNA som genetisk kode, RNA til informationsoverførsel og proteinsyntese samt enzymer til at katalysere reaktionerne. Nogle forskere er af den opfattelse, at forfaderen i stedet for at være en enkelt organisme var populationer af organismer, som udvekslede gener.

## Fotosyntese og ilt
Det er sandsynligt, at de første celler alle var heterotrofe og benyttede organiske molekyler fra omgivelserne (herunder fra andre celler) som råmateriale og energikilde. Efterhånden som mængden af føde svandt ind, udviklede nogle celler en ny strategi. I stedet for at være afhængige af den svindende mængde frie, organiske molekyler, anvendte disse celler sollyset som energikilde. Skønnene over tidspunktet herfor varierer, men for omkring 3 milliarder år siden, er det sandsynligt, at noget svarende til den nuværende fotosyntese havde udviklet sig. Det stillede ikke bare Solens energi til rådighed for de autotrofe organismer, men også for de heterotrofe, som fortærede dem. Fotosyntese brugte kuldioxid og vand, som var til rådighed i overvældende mængde, og producerede ved hjælp af sollyset energirige, organiske molekyler (kulbrinter).
Yderligere produceredes ilt som et spildprodukt fra fotosyntesen. Dette blev først bundet til kalksten, jern og andre mineraler, hvilket der er tydeligt bevis for i rige lag af jernoxid i de geologiske strata, som svarer til denne tidsperiode. Oceanerne må have fået en grøn farve, mens ilten reagerede med mineralerne. Da disse reagenser ophørte, kunne ilten begynde at ophobes i atmosfæren. Skønt hver celle kun producerede en ubetydelig mængde ilt, omformede det enorme antal cellers samlede stofskifte over et meget langt tidsrum Jordens atmosfære til dens nuværende sammensætning.:50-51  Blandt de ældste eksempler på iltproducerende livsformer er de fossile stromatolitter.
Denne ophobning af fri ilt var en katastrofe for livet på Jorden. Næsten alt det daværende liv blev udslettet, men samtidig dannede katastrofen grundlag for de ilt-afhængige organismer, som i dag udgør næsten alt liv på vor planet.
Med den fri ilt fik Jorden desuden sin tredje atmosfære. Noget af denne ilt omdannedes af den ultraviolette stråling til ozon, som samledes i et lag nær atmosfærens øverste del. Dette ozonlag skærmede, som det stadig gør, for en betydelig del af den stråling, som tidligere havde kunnet passere atmosfæren, og gav dermed celler mulighed for at kolonisere først oceanernes overflade og sluttelig også landjorden. Uden ozonlaget ville de ultraviolette stråler, som bombarderede overfladen, have forårsaget et utåleligt højt niveau af mutationer i de celler, som var udsat for dem.
Udover at stille store energimængder til rådighed for livsformerne og blokere for den ultraviolette stråling havde fotosyntesen en tredje vigtig og verdensomvæltende virkning, fordi ilt er giftig. Da dens koncentration øgedes, uddøde så meget af livet på Jorden, at det er blevet betegnet som "iltkatastrofen". De modstandsdygtige former overlevede og trivedes derimod, og nogle af disse udviklede evnen til at bruge ilt til at forøge deres stofskifte og udvinde mere energi fra den samme fødemængde.

## Endosymbiose og livets tre domæner
Den moderne taksonomi klassificerer livsformerne i tre domæner. Tidspunktet for disse domæners opståen er ikke kendt. Domænet Bacteria brød muligvis først væk fra de andre livsformer, men det er omdiskuteret. Kort efter, for omkring 2 milliarder år siden, deltes resten i de to domæner Archaea og Eucaryota. Eukaryotiske celler er større og mere komplekse end de prokaryotiske (bakterier og arker), og oprindelsen til den kompleksitet er først nu ved at blive forstået.
Omkring dette tidspunkt endte en bakteriecelle, som havde lighedspunkter med nutidens Rickettsia, i en større, prokaryotisk celle. Måske forsøgte den store celle uden held at æde den mindre (måske på grund af udvikling af en forsvarsmekanisme i byttedyret), eller måske forsøgte den lille at leve som parasit på den store. I hvert fald overlevede den mindre celle inde i den større og kunne ved hjælp af ilt ernære sig af spildprodukter fra værtens stofskifte og danne mere energi. En del af energioverskuddet leveredes tilbage til værtscellen. Den mindre celle replikerede sig inde i den store, og der udvikledes snart et stabilt symbiotisk forhold. I tidens løb overtog værtscellen nogle af den mindre celles gener, og de to celletyper blev afhængige af hinanden, så den større ikke kunne overleve uden den energi, den mindre producerede, og omvendt var denne afhængig af det råmateriale, den større celle stillede til rådighed. Symbiosen mellem dem udvikledes i en sådan grad, at de anses for at være blevet en enkelt organisme, hvor de mindre celler klassificeres som de organeller, der kaldes mitokondrier. En tilsvarende udvikling skete med de fotosyntetiske cyanobakterier som indesluttedes i større heterotrofe celler og blev til disses grønkorn.:60-61  Formentlig som resultat af disse ændringer skilte en cellelinje, som var i stand til fotosyntese, sig ud fra de andre eukaryoter for noget mere end en milliard år siden.
Der forekom muligvis flere tilfælde af celleindslutning, som antydet i illustrationen til højre. Udover den veletablerede endosymbiotiske teori for mitokondriers og grønkorns oprindelse fra celler er det yderligere blevet foreslået, at celler står bag udviklingen af peroxisomer, at spirokæter blev til fimrehår og flageller, og at det muligvis var en DNA-virus, som udviklede sig til en cellekerne, men ingen af disse teorier har opnået almindelig accept. Det er muligt, at superkontinentet Columbia har eksisteret på dette tidspunkt (i perioden fra omkring 1,8 til for omkring 1,5 milliarder år siden). Det er det ældste af de superkontinenter, man har udviklet en teori for.

## Flercellede organismer
Arker, bakterier og eukaryoter udviklede stadig større variation og blev mere sofistikerede og bedre tilpasset omgivelserne. Hvert domæne delte sig gentagne gange i mange forskellige linjer, men der er stadig ringe viden om arkers og bakteriers tidligste historie. For omkring 1,1 milliarder år siden samledes superkontinentet Rodinia.
Plante-, dyre- og svampelinjerne havde på dette tidspunkt udskilt sig, omend organismerne stadig bestod af en enkelt celle. Nogle af disse levede i kolonier, og der opstod gradvis en arbejdsdeling mellem dem. For eksempel kan celler i udkanten have begyndt at udfylde en anden rolle end cellerne i koloniens indre. Omend sondringen mellem en koloni med specialiserede celler og en flercellet organisme ikke altid er helt tydelig, dukkede de første flercellede planter op for omkring 1 milliard år siden, formentlig grønalger. Formentlig for omkring 900 millioner år siden var også det første egentlige flercellede dyr udviklet.
Det har formentlig haft en del lighed med nutidens havsvampe, så alle celler var totipotente og en beskadiget organisme kunne gendanne sig selv. Efterhånden som arbejdsdelingen blev mere fuldstændig i alle de flercellede organismers linjer, blev cellerne mere og mere specialiserede og afhængige af hinanden, så isolerede celler ville gå til grunde. Nogle forskere mener, at der for omkring 770 millioner år siden begyndte en særlig streng istid, som var så kold, at Jordens overflade var helt dækket af is (sneboldjord). Efter ca. 20 millioner år havde vulkansk aktivitet efterhånden tilført atmosfæren så meget kuldioxid, at den deraf følgende drivhuseffekt hævede den globale temperatur igen. Omkring samme tidspunkt, dvs. for 750 millioner år siden, begyndte Rodinia at blive brudt op.

## Landjordens erobring
Stigningen i atmosfærens indhold af ilt på grund af fotosyntese medførte dannelse af et ozonlag, som absorberede meget af Solens ultraviolette stråling, så encellede organismer, som endte på land, havde større chance for at overleve. Prokaryoter begyndte at brede sig og blive bedre tilpasset et liv uden for vandet og havde sandsynligvis erobret landjorden så tidligt som for 2,6 milliarder år siden, endda før eukaryoterne opstod. Der gik meget lang tid, hvor landjorden ikke husede flercellede organismer. Men fisk, som er de tidligste hvirveldyr, udvikledes i oceanerne for omkring 530 millioner år siden. En meget stor masseudslettelse af arter skete nær slutningen af Kambrium-perioden, som sluttede for 488 millioner år siden. Superkontinentet Pannotia dannedes for omkring 600 millioner år siden og blev brudt op igen allerede 50 millioner år senere.
For adskillige hundrede millioner år siden begyndte planter (muligvis algelignende) og svampe at gro først i vandkanten og derefter længere op på land, efterhånden som mutationer og variationer gav dem mulighed for at fortsætte erobringen af det nye miljø. De ældste fossiler af landsvampe og -planter dateres til for 480–460 millioner år siden, men molekylære data antyder, at svampe allerede kan have koloniseret landjorden for 1 milliard år siden og planterne for 700 millioner år siden.
Tidspunktet for, hvornår de første dyr forlod oceanerne, kendes ikke nøjagtigt. De ældste, klare beviser, som foreligger, er, at der fandtes leddyr på land for omkring 450 millioner år siden, men der findes også foreløbigt ubekræftede tegn på, at de kan have vist sig på land så tidligt som for 530 millioner år siden, måske efter at have tilpasset sig ved at være tiltrukket af de enorme fødemængder, som landjordens planter udgjorde.
I slutningen af Ordovicium-perioden for 440 millioner år siden forekom endnu en masseuddøen af arter, muligvis som følge af en istid. For mellem 380 til 375 millioner år siden udvikledes de første tetrapoder fra fisk. Det menes, at finnerne på nogle fisk udvikledes til lemmer, som tillod de første tetrapoder at løfte deres hoved ud af vandet og indånde luft. Derved kunne de overleve i iltfattigt vand eller forfølge invertebrate byttedyr ind på lavt vand. Senere har de muligvis opholdt sig på land i korte perioder, og efterhånden blev nogle af dem så godt tilpasset til livet på land, at de tilbragte deres voksne liv der, omend parring og æglægning skete i vandet. De udviklede sig til padderne. For omkring 365 millioner år siden hændte endnu en masseuddøen af arter, formentlig atter som følge af global nedkøling. Omkring dette tidspunkt (for ca. 360 millioner år siden) udviklede planterne frø, hvilket betød en dramatisk forbedring af deres spredning.
Henved 20 millioner år senere (dvs. for 340 millioner år siden), udvikledes det amniotiske æg, som kunne lægges på landjorden, hvilket gav en større overlevelseschance for tetrapodernes fostre. Dette medførte, at amnioterne udskilte sig fra padderne og dannede en ny linje, og efter endnu 30 millioner år (for 310 millioner år siden) udskilte de pattedyrslignende krybdyr (herunder pattedyrene) sig fra sauropsiderne (herunder fugle og krybdyr). Andre grupper fortsatte med at udvikle sig og udskilte sig i flere linjer — blandt fiskene, insekterne, bakterierne osv. — men detaljerne heri er ikke kendt. For 300 millioner år siden dannedes det sidst forekommende superkontinent, kaldet Pangæa.
En masseuddøen, der skete for 250 millioner år siden på grænsen mellem Perm- og Trias-perioderne, var den hidtil mest omfattende masseudslettelse af arter, hvor 95 % af alt liv på Jorden uddøde, muligvis forårsaget af den vulkanisme, som dannede Siberian Traps. Opdagelsen af Wilkes Land-krateret i Antarktis kan indebære en forbindelse med denne masseuddøen, men dets alder er ikke kendt. Men livet klarede sig igennem, og for omkring 230 millioner år siden skiltes dinosaurerne fra deres stamfædre blandt øglerne. En ny masseuddøen mellem trias- og juraperioderne for 200 millioner år siden lod mange af dinosaurerne overleve, og de blev snart dominerende blandt hvirveldyrene. Skønt nogle af de linjer, som blev til pattedyrene, begyndte at skille sig ud i denne periode, bestod de formentlig af små dyr med en vis lighed med spidsmus.
For 180 millioner år siden deltes Pangæa i Laurasien og Gondwanaland. Grænsen mellem flyvende og ikke-flyvende dinosaurer er ikke klar, men Archaeopteryx, som traditionelt anses for at være en af de første fugle, levede for omkring 150 millioner år siden. Det tidligste bevis for angiospermer, som udviklede blomster, stammer fra kridttiden omkring 20 millioner år senere (for 132 millioner år siden).
Konkurrence med fugle medførte, at mange flyveøgler uddøde, og dinosaurerne var allerede i nedgang, da et 10 km stort meteor for 65 millioner år siden slog ned på Yucatán-halvøen, hvor Chicxulub-krateret nu findes. Det udkastede enorme mængder stof og damp i atmosfæren, som skjulte sollyset og nedsatte fotosyntesen. De fleste store dyr, herunder de ikke-flyvende dinosaurer, uddøde herved, hvilket markerer afslutningen på kridttiden og den mesozoiske æra. Derefter, i Paleocæn-epoken, udviklede pattedyrene sig hurtigt i forskellige retninger, blev større og blev de dominerende hvirveldyr. Inden for et par millioner år senere (for omkring 63 millioner år siden) eksisterede primaternes sidste fælles stamfader. Sidst i Eocæn-epoken for 34 millioner år siden vendte nogle af de landlevende pattedyr tilbage til oceanerne og blev til hvaler som Basilosaurus, og udviklede sig senere til delfiner og bardehvaler.

## Mennesket
En lille afrikansk hominoid, som levede for ca. seks millioner år siden, var det sidste dyr, hvis efterkommere ville omfatte både de moderne mennesker og deres nærmeste nulevende slægtninge; dværgchimpanserne og chimpanserne. Kun to grene af dens stamtræ har overlevende efterkommere. Kort efter opdelingen, og af grunde, som stadig debatteres, udviklede aberne i den ene gren evnen til at gå oprejst. Hjernens størrelse øgedes hurtigt, og for to millioner år siden havde de allerførste hominider, som klassificeres som slægten Homo, vist sig. Skillelinjen mellem forskellige arter er fastlagt noget arbitrært, eftersom organismerne ændrer sig langsomt over mange generationer. På omkring samme tid opdeltes den anden gren i forfædrene til den almindelige chimpanse og forfædrene til bonoboerne, idet evolutionen naturligvis fortsatte sideløbende i alle livsformerne.
Evnen til at kontrollere ilden begyndte sandsynligvis med Homo erectus (eller Homo ergaster), antagelig for mindst 790.000 år siden, men muligvis skete det så tidligt som for 1,5 millioner år siden. Det er endda foreslået, at opdagelsen og brugen af kontrolleret ild er sket før Homo erectus kom til, så ilden kan være brugt allerede af Homo habilis og/eller Paranthropus.
Det er mere vanskeligt at fastlægge sprogets opståen, idet det er uklart, om Homo erectus kunne tale, eller om denne evne først opstod med Homo sapiens. Efterhånden som hjernens størrelse øgedes, fødtes børn tidligere, fordi det skulle ske, før deres hoveder blev for store til at passere moderens bækken. Som følge heraf udviste de større neuroplasticitet, så de havde større indlæringskapacitet, men til gengæld var afhængig af forældreindsats i længere tid. De sociale færdigheder blev mere og mere omfattende, sproget mere avanceret og redskaberne stadig mere udviklede. Dette bidrog alt sammen til øget samarbejde, som igen fremmede hjernens udvikling.
De første mennesker med nutidig anatomi – Homo sapiens – menes at være opstået for omkring 200.000 år siden eller tidligere. Ifølge den mest fremherskende teori om det moderne menneskes oprindelse skete det i Afrika, og de ældste kendte fossiler er dateret til at være omkring 160.000 år gamle.
Den første mennesketype, der fremviser tegn på spiritualitet, er Neandertalerne, som sædvanligvis klassificeret som en selvstændig og nu uddød art. De begravede deres døde, tilsyneladende ofte sammen med mad eller redskaber. Derimod er der ikke fundet tegn på, at de havde mere udviklede forestillinger af en art, som kan sammenlignes med de tidlige Cro-Magnon-menneskers hulemalerier, der nok har haft magisk eller religiøs betydning, og som først ses for omkring 32.000 år siden. Cro-Magnon-menneskene efterlod sig også små stenskulpturer som Venus fra Willendorf, der ligeledes menes at betegne religiøse forestillinger. For 11.000 år siden havde Homo sapiens nået Sydamerikas sydligste spids, hvilket var det sidste ubeboede kontinent (bortset fra Antarktis, som forblev uopdaget til år 1820). Brug af redskaber og sprog fortsatte med at forbedres, og relationer mellem mennesker blev stadig mere komplekse.

## Civilisation
I mere end 90 % af sin historie har Homo sapiens levet i små grupper som nomadiske jægere og samlere. Efterhånden som sproget udviklede sig, fremkaldte evnen til at huske og overføre information en ny slags replikator: Memet. Ideer kunne hurtigt udveksles og videregives til de følgende generationer. Den kulturelle udvikling begyndte hurtigt at overhale den biologiske evolution, og menneskeheden trådte ind i den egentlige historiske tid. På et tidspunkt mellem 8500 og 7000 f.Kr begyndte mennesker i den Frugtbare halvmåne i Mellemøsten systematisk dyrkning af planter og opdræt af dyr: Landbruget opstod. Dette bredte sig til omkringliggende områder og opstod måske også uafhængigt heraf andre steder, indtil de fleste Homo sapiens levede et stille liv som fastboende landbrugere. Dog opgav ikke alle samfund nomadetilværelsen, særligt ikke de, som levede i isolerede områder af kloden, som var fattige på plantearter, der kunne domesticeres, som det f.eks. var tilfældet i Australien. I de civilisationer, som overgik til landbrug, opnåedes en relativ sikkerhed og forbedret produktivitet, der gav basis for befolkningstilvækst. Landbruget betød en afgørende påvirkning, hvor mennesket begyndte at gribe ind i omgivelser og miljø som aldrig før. Overskudsproduktion af fødevarer betød, at der kunne opstå en klasse af præster og herskere, efterfulgt af en stadig stigende arbejdsdeling. Det førte til, at Jordens første civilisation opstod i Sumer i Mellemøsten i tidsrummet mellem 4.000 og 3.000 f.Kr. Andre civilisationer opstod hurtigt derefter i Det gamle Egypten, i Indusdalen og i Kina.
Fra omkring år 3000 f.Kr. begyndte hinduismen, en af de ældste religioner, som stadig praktiseres, at tage form, og andre fulgte snart efter. Opfindelsen af skrivekunsten gjorde det muligt at danne komplekse samfund. Arkiver og biblioteker tjente til oplagring af viden og fremmede den kulturelle informationsoverførsel. Mennesker behøvede ikke længere at bruge al deres tid til at arbejde for livets opretholdelse, og nysgerrighed og uddannelse medførte en søgen efter viden og visdom. Den udfoldedes i forskellige discipliner, herunder en primitiv form for videnskab, og nye civilisationer udviklede sig, handlede med hinanden og udkæmpede krige om territorium og ressourcer. Imperier opstod, og omkring år 500 f.Kr. var der imperier i Mellemøsten, Iran, Indien, Kina og Grækenland, nogenlunde af samme art. Til tider lykkedes det et af dem at ekspandere, blot for senere at opleve nedgang eller blive tvunget til retræte.
I det 14. århundrede begyndte renæssancen i Italien med omfattende ændringer inden for religion, kunst og videnskab. Fra omkring år 1500 indledte den europæiske civilisation de ændringer, som førte til den videnskabelige og den industrielle revolution: Kontinentet begyndte at udøve politisk og kulturel dominans over samfund på hele kloden. Fra 1914 til 1918 og fra 1939 til 1945 var nationer fra næsten alle verdens egne deltagere i verdenskrige. Folkeforbundet, som oprettedes efter 1. verdenskrig var det første forsøg på at etablere en international institution, som skulle søge en fredelig løsning på tvister mellem lande. Efter at have været ude af stand til at forhindre udbruddet af 2. verdenskrig erstattedes det, da denne var slut, af de Forenede Nationer. I 1992 sluttede mange europæiske nationer sig sammen i den Europæiske Union. Efterhånden som transport- og kommunikationsmidlerne er blevet forbedret, sammenblandes de økonomiske og politiske forhold i nationer over hele verden mere og mere. Denne globalisering har ofte givet anledning til såvel spændinger som samarbejde.

## Nyeste tid
Udviklingen og innovationerne er fortsat med stor hast fra midten af 1940'erne og til i dag. De teknologiske landvindinger omfatter bl.a. kernevåben og kernekraft, computere, genmanipulation og nanoteknologi. Globaliseringen af økonomien, der er understøttet af fremskridt i kommunikationsmidler og transportmuligheder, har påvirket hverdagslivet i store dele af verden. Kulturelle og institutionelle former som demokrati, kapitalisme og markedsøkonomi samt miljøbevægelser har fået stigende indflydelse. Vigtige spørgsmål og problemer som sygdomme, krig, fattigdom, forbruget af naturlige ressourcer, voldelig radikalisme og senest global opvarmning er kommet i forgrunden, efterhånden som verdensbefolkningen øges.
I 1957 sendte Sovjetunionen den første kunstige satellit i kredsløb og hurtigt efter blev den sovjetiske kosmonaut Jurij Gagarin det første menneske i rummet. Amerikaneren Neil Armstrong blev den første, som satte sin fod på en anden klode, Månen. Ubemandede rumsonder har været sendt til alle planeter i Solsystemet, og nogle (som Voyager) har endda forladt det. Sovjetunionen og USA var de første lande, som deltog i udforskningen af rummet i det 20. århundrede. Fem rumfartsorganisationer, repræsenterende i alt mere end 15 lande, har samarbejdet om at bygge Den Internationale Rumstation. Om bord på denne har der uafbrudt været mennesker i rummet siden år 2000.